# Fez (jogo eletrônico)

Fez é um jogo eletrônico de quebra-cabeça em plataforma desenvolvido pela desenvolvedora independente Polytron Corporation. O jogo foi anunciado inicialmente pelo seu criador, Phil Fish na TIGSource.com em 17 de dezembro de 2009. Mais tarde foi anunciado que o jogo estaria disponível através da Xbox Live Arcade no início de 2010 porém, foi adiado. O jogo foi lançado em 13 de fevereiro de 2020 para a Xbox Live Arcade. Outras plataformas estão considerando seu lançamento em 2013. Phil Fish e o estágio final de desenvolvimento de Fez figuram no filme Indie Game: The Movie. Phill confirmou que o jogo será lançado para a plataforma Windows pelo Steam no dia 1 de Maio de 2013, o jogo também vai ser portado para MacOSX e Linux, as datas ainda não foram citadas. Atualmente, Rafael está conversando com a Sega para lançar o jogo para a plataforma PlayStation 4 pela PlayStation Network. Segundo ele mesmo, o jogo não será lançado para Nintendo Switch

## História
No jogo, a trama gira em torno de Gomez, um personagem bidimensional que vive em um mundo 2D plano, certo dia, Gomez encontra um misterioso cubo chamado "Hexahedron" e logo em seguida Gomez recebe um chapéu Fez no qual lhe permite ver um mundo tridimensional a sua volta. Assim que Gomez começa a explorar sua nova habilidade, o hexaedro de repente divide em 64 pedaços e explode, criando uma falha ao redor de seu mundo (e reinicie como um computador antigo). Depois do jogo reiniciar, Gomez acorda e descobre que ele agora pode explorar o seu mundo em três dimensões. Em seguida, um hipercubo flutuante explica que ele tem de recolher os fragmentos do Hexahedron, que foram espalhados por todo o mundo, antes que o mundo seja dividido.